# Antonio Cavoli

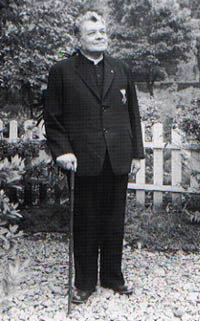
Antonio Cavoli, SDB
Gründer der Kongregation

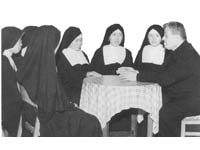
Eine Gruppe von Schwestern mit ihrem Gründer

Antonio Cavoli SDB (* 1. März 1888 in San Giovanni in Marignano, Rimini; † 22. November 1972 in Japan) war ein italienischer Salesianer Don Boscos, Missionar und Ordensgründer.
Nachdem er seine philosophisch-theologische Ausbildung beendet hatte, wurde er zum Priester geweiht. Während des Weltkriegs war er von 1915 bis 1919 als Militärkaplan tätig. Nachdem er am 11. Januar 1925 in Perugia die ewige Profess als Salesianer Don Boscos abgelegt hatte, war er 1926 unter Leitung seines Freundes Vincenzo Cimatti Teil der ersten salesianischen Missionsexpedition nach Japan. 1928 wurde er zum Pfarrsuperior der Mission in Miyazaki und baute eine Vinzenzkonferenz für Frauen auf, die Arme und Kranke besuchen sollten. Im Dezember 1932 begann er durch den Aufbau eines Hospiz für alte Menschen und Waisen mit eigenen Missions- und Wohlfahrtstätigkeiten. 
Am 15. August 1937 gründete er auf Cimattis Empfehlung und mit dessen Unterstützung den Orden der Schwestern von der Nächstenliebe von Miyazaki. Am 8. August 1938 bestätigte Cimatti die Errichtung als Institut diözesanen Rechts. Die ersten beiden Schwestern legten am 31. Januar 1939 die Profess ab. Trotz der Schwierigkeiten während des Kriegs zwischen Japan und den Vereinigten Staaten (1941–1945) baute Cavoli nach dem Krieg mit den verbliebenen 18 Schwestern und 5 Novizinnen die Kongregation neu auf. Bereits 1946 wurden die ersten Außenstellen in Osaka und Tokio gegründet. 1948 wurde die durch Cavoli verfasste Ordensregel approbiert. 1956 ging eine Gruppe von Schwestern nach Korea, ab den 1960er Jahren gab es auch in Lateinamerika Niederlassungen. Gemäß dem ausdrücklichen Wunsch Cavolis ging die Kongregation schließlich auch nach Europa.
1962 erhielt er durch Kaiser Hirohito den „Orden des Heiligen Schatzes“.

## Veröffentlichungen
- Dall'Italia al Giappone: autobiografia di un missionario. Autobiografie. Garattoni, 1959.